# Wola (Mali)
Pour les articles homonymes, voir Wola.
Wola est une localité et une commune rurale du Mali de l'arrondissement de Sanso, dans le cercle de Koumantou et la région de Bougouni.

## Villages
La commune s'étend sur 9 localités relevées lors du recensement général de 2009. 
Les villages les plus peuplés sont :
- Wola (1 944 habitants) ;
- Djélé (1 933 habitants) ;
- Tinankolomba (1 879 habitants).